# Pyrauge flammealis
Pyrauge flammealis är en fjärilsart som beskrevs av George Francis Hampson 1906. Pyrauge flammealis ingår i släktet Pyrauge och familjen mott. Inga underarter finns listade i Catalogue of Life.